# Dysaletria
Dysaletria is een geslacht van insecten uit de familie van de Hybotidae, die tot de orde tweevleugeligen (Diptera) behoort.

## Soorten
Deze lijst van 4 stuks is mogelijk niet compleet.
- D. atriceps (Boheman, 1852)
- D. complicans (Frey, 1958)
- D. nigripennis Chvala, 1975
- D. varicolor (Becker, 1908)